# Iris ventricosa
Iris ventricosa là một loài thực vật có hoa trong họ Diên vĩ. Loài này được Pall. miêu tả khoa học đầu tiên năm 1776.